# Andrea Kobetić
Andrea Kobetić (rođena Penezić, Zagreb, 13. studenog 1985.), hrvatska rukometašica, članica rukometnog kluba Siófok i bivša članica Hrvatske rukometne reprezentacije. 
Andrea Penezić je prije 12 godina počela trenirati rukomet u školskom klubu u Kustošiji. Poslije je od školskog nastao Rukometni klub Kustošija. Iz Kustošije je otišla u Lokomotivu, gdje je bila 8 godina. Nakon toga, igrala je za Podravku, a sada igra za slovenski Krim. U reprezentaciji je od 18-e godine.
Šest godina za redom od 2008. do 2013. Andrea je proglašena za Hrvatsku rukometašicu godine.
Andrea Penezić počela je trenirati rukomet u 5 razredu, OŠ Otona Ivekovića iz zagrebačke donje Kustošije u okviru rukometne sekcije osnovne škole iz koje je na inicijativu njenog prvog trenera i prof.kineziologije, Antuna Smiljanića osnovan i Rukometni klub Kustošija Zagreb ( današnji ŽRK Zagreb ) 1995. godine. Andrea je svakodnevno trenirala pod vodstvom svog prvog prof.i rukometnog trenera u školi i u matičnom klubu 5 godina.Već s 11 god. pokazala je darovitost i uz praćenje i podršku matičnog kluba Kustošija na najvišoj razini,postiže uspjehe u svim dobnim mlađim kategorijama kako u Hrvatskoj tako i na međunarodnim rukometnim turnirima. U dresu RK Kustošije Andrea ostvaruje najviša priznanja kao najbolja mlada rukometašica,i već kao članica Kustošije igra za sve mlađe kategorije Hrvatske. Tek kao, iznad prosječna školovana mlada rukometašica neočekivano za matični klub / nakon ulaska u 1.B LIGU / i cijelu generaciju igračica, pristupa HRK Lokomotiva,Zagreb u kojoj od 2000. godine uglavnom sjedi na klupi 4 najosjetljivije godine u mladih igračica, gdje joj je uspješna karijera kočenjem razvoja dovedena u pitanje, jer je /ako je /igrala samo u fazi obrane. Na njenu sreću, tek odlaskom u RK Podravka iz Koprivnice s trenerom Zdravkom Zovkom ponovo Andrea osvježava svoje motive i nastavlja s pravilnim rukometnim razvojem koji je usmjeravan još u njenom matičnom klubu RK Kustošija,današnji ŽRK Zagreb / Kustošija/ koji ponovo školuje vrhunske rukometašice iz Kustošije.
Godine 2017. bila je najbolji strijelac ženske rukometene Lige prvaka s 98 golova.